# 長澤憲大
長澤 憲大（ながさわ けんた、1993年12月8日 - ）は、神奈川県出身の日本の柔道家である。階級は90kg級。身長176cm。血液型はAB型。段位は参段。組み手は左組み。得意技は内股。現在はパーク24に所属。

## 経歴
柔道は5歳の時に始めた。相武館吉田道場に所属していた相原中学2年の時には近代柔道杯の団体戦で5位になった。3年の時には全国中学校柔道大会の団体戦でチームメイトの丸山城志郎などとともに活躍して5位になった。岡山県にある作陽高校に進むと、2年の時には金鷲旗で3位になった。インターハイの団体戦では5位だったものの、個人戦90kg級では2位になった。3年の時にはインターハイの団体戦で決勝まで進むものの、国士舘高校に敗れて2位にとどまった。また、個人戦は計量オーバーで失格となった。2012年に東海大学に進学すると、1年の時には優勝大会と体重別団体で優勝を飾った。全日本ジュニアでは3位だった。2年の時には優勝大会で優勝した。学生体重別では準決勝で国士舘大学4年の釘丸太一との対戦となりGS16分7秒（本戦を含めると総計21分7秒）に及ぶ戦いの末に指導で勝利すると、決勝も勝利して優勝を飾った。3年の時には優勝大会と体重別団体で優勝した。学生体重別でも2連覇を達成した。講道館杯では決勝で新日鐵住金の西山大希に指導1で敗れて2位だった。グランドスラム・東京では準決勝で韓国の郭同韓に指導3で敗れるなどして5位にとどまった。4年の時には優勝大会で2位に終わったが、体重別団体では優勝した。ユニバーシアードの個人戦では準決勝で地元の郭に指導1で敗れて3位だったが、団体戦では決勝の韓国戦で郭を有効で破ってチームの優勝を決定付けた。グランプリ・青島では決勝で元世界チャンピオンであるキューバのアスレイ・ゴンサレスをGSに入ってから体落の技ありで破って、IJFワールド柔道ツアー初優勝を飾った。2016年の選抜体重別では3位だった。グランドスラム・チュメニでは準決勝でスウェーデンのマルクス・ニマンと対戦すると、指導1でリードしながら足取りにより反則負けして3位に終わった。講道館杯では決勝でセンコーの釘丸と対戦して有効を先取されるも終盤に有効を取り返すと、GSに入ってから指導を取って今大会初優勝を飾った。グランドスラム・東京では準決勝でフランスのアクセル・クレルジュに内股すかしの技ありで敗れて3位だった。2017年の体重別では準決勝で千葉県警の加藤博剛に後袈裟固で敗れて3位だった。世界選手権男子90kg級の個人戦の派遣は見送られたが世界団体のメンバーには選出された。グランドスラム・エカテリンブルグでは決勝でハンガリーのトート・クリスティアーンをGSに入ってから横四方固で破って優勝した。世界団体では初戦のウクライナ戦で敗れた以外は勝利すると、決勝のブラジル戦でもビクトル・ペナルベルを反則勝ちで破ってチームの金メダルに貢献した。グランドスラム・東京では決勝まで進むと、旭化成の小林悠輔を開始早々の内股巻込で破って今年2度目のグランドスラム大会優勝を飾った。続くワールドマスターズでは準決勝で郭に反則負けを喫するが、3位決定戦でトートを技ありで破って3位になった。2018年2月のグランドスラム・パリでは準決勝でジョージアのベカ・グビニアシビリに隅返で敗れると、3位決定戦でも地元フランスのクレルジュに突込絞で敗れて5位に終わった。4月の体重別では決勝でJRAのベイカー茉秋をGSに入ってから内股の技ありで破って今大会初優勝を飾り、世界選手権代表に選出された。
9月の世界選手権では準々決勝でキューバのイバン・フェリペ・シルバ・モラレスと7分半近い戦いの末に反則負けを喫した。その後の3位決定戦でトートと対戦すると、技ありを先取するも取り返されるが、7分半に及ぶ戦いの末に再び技ありを取って合技で破り3位になった。試合後には、「3位になることで次につながる。今はこれが実力」とコメントした。12月のワールドマスターズでは初戦でチェコのダビド・クラメルトに支釣込足で敗れた。2019年2月のグランドスラム・パリでは準決勝で郭に大外刈で敗れるが、3位決定戦で綜合警備保障の向翔一郎を横四方固で破って3位になった。4月の体重別では準決勝でベイカーに反則勝ちするも、決勝では向にGSに入ってから反則負けして2位だった。5月のグランプリ・フフホトでは決勝でセルビアのネマニャ・マイドフを内股の技ありで破って優勝を飾った。7月のグランプリ・ザグレブでは準々決勝のグビニアシビリ戦で左膝を負傷して棄権負けとなり7位だった。11月のグランドスラム・大阪では準決勝でグビニアシビリに合技で敗れた際に負傷して、3位決定戦は棄権して5位だった。12月のワールドマスターズでは準々決勝でマイドフに技ありで敗れると、3位決定戦でもトルコのミハイル・オゼルレルに反則負けして5位に終わった。2020年2月のグランドスラム・パリでは準決勝で世界チャンピオンであるオランダのノエル・ファントエンドに反則勝ちするも、決勝で元世界チャンピオンであるスペインのニコロス・シェラザディシビリに大腰で敗れて2位だった。なお、東京オリンピック代表にはこれまでの成績が向翔一郎に及ばないと判断されて、選出されなかった。11月には2021年に延期された東京オリンピックの補欠に選ばれた。12月には全日本柔道選手権に出場予定だったが、所属しているパーク24柔道部内で新型コロナウイルスの感染者が出たために出場を見合わせることになった。2021年3月のグランドスラム・タシケントでは決勝で地元ウズベキスタンのダブラト・ボボノフを技ありで破って優勝した。4月の体重別は出場しなかったが、世界選手権代表に選出された。6月の世界選手権では準決勝でシェラザディシビリに釣腰で敗れると、3位決定戦でもニマンにGSに入ってから技ありで敗れて5位に終わった。世界団体では決勝のフランス戦のみの出場となったが、フランシス・ダミエルに技ありで勝利してチームの優勝に貢献した。10月のグランドスラム・パリでは準決勝でポルトガルのアンリ・エグティゼを隅落で破ると、決勝ではロシアのフセン・ハルムルザエフを技ありで破って優勝した。2022年4月の体重別では準決勝で会社の後輩である田嶋剛希に背負投で敗れた。7月のグランプリ・ザグレブでは準決勝でグビニアシビリに反則負けを喫したが、その後の3位決定戦ではファントエンドに反則勝ちして3位になった。2023年4月の体重別では準決勝で田嶋に技ありで敗れて3位だった。9月のグランドスラム・バクーでは3回戦でブルガリアのイバイロ・イバノフに横落で敗れた。11月の講道館杯では3回戦で国士舘高校3年の川端倖明に内股で敗れた。2024年4月に現役引退を表明した。今後は所属のコーチになるという。

## 戦績
- 2008年 - 近代柔道杯 団体戦 5位
- 2008年 - 全国中学校柔道大会 団体戦 5位
- 2010年 - 金鷲旗 3位
- 2010年 - インターハイ 個人戦 2位 団体戦 5位
- 2011年 - インターハイ 団体戦 2位
- 2012年 - 韓国ジュニア国際 2位
- 2012年 - 優勝大会 優勝
- 2012年 - 全日本ジュニア 3位
- 2012年 - 体重別団体 優勝
- 2013年 - 優勝大会 優勝
- 2013年 - 学生体重別 優勝
- 2014年 - 優勝大会 優勝
- 2014年 - 学生体重別 優勝
- 2014年 - 体重別団体 優勝
- 2014年 - 講道館杯 2位
- 2014年 - グランドスラム・東京 5位
- 2015年 - 優勝大会 2位
- 2015年 - ユニバーシアード 個人戦 3位 団体戦 優勝
- 2015年 - 体重別団体 優勝
- 2015年 - 講道館杯 7位
- 2015年 - グランプリ・青島 優勝
- 2016年 - 選抜体重別 3位
- 2016年 - グランドスラム・チュメニ 3位
- 2016年 - 講道館杯 優勝
- 2016年 - グランドスラム・東京 3位
- 2017年 - 選抜体重別 3位
- 2017年 - グランドスラム・エカテリンブルグ 優勝
- 2017年 - 世界団体 優勝
- 2017年 - グランドスラム・東京 優勝
- 2017年 - ワールドマスターズ 3位
- 2018年 - グランドスラム・パリ 5位
- 2018年 - 体重別 優勝
- 2018年 - 世界選手権 3位
- 2019年 - グランドスラム・パリ 3位
- 2019年 - 選抜体重別 2位
- 2019年 - グランプリ・フフホト 優勝
- 2019年 - グランプリ・ザグレブ 7位
- 2019年 - グランドスラム・大阪 5位
- 2019年 - ワールドマスターズ 5位
- 2020年 - グランドスラム・パリ 2位
- 2021年 - グランドスラム・タシケント 優勝
- 2021年 - 世界選手権 5位
- 2021年 - 世界団体 優勝
- 2021年 - グランドスラム・パリ 優勝
- 2022年 - 選抜体重別 3位
- 2022年 -　グランプリ・ザグレブ 3位
- 2022年 -　講道館杯　5位
- 2023年 - 選抜体重別 3位

（出典、JudoInside.com）